# Schloss Wehningen
Das Schloss Wehningen war eine hochmittelalterliche Burg- und spätere Schlossanlage im Ortsteil Wehningen der Gemeinde Amt Neuhaus im niedersächsischen Landkreis Lüneburg an der Elbe.

## Geschichte
Die Burg Wehningen wurde um 1285 durch Hermann von Ribe, Burgmann auf der Burg Lauenburg, errichtet. Sie diente ihm als Basis für Raubzüge in die Umgebung. Eine ältere Wurzel der Burg wird aufgrund des Namens zwar vermutet, konnte aber bisher weder durch historische noch durch archäologische Quellen bestätigt werden. Eine Fehde zwischen dem Adel des Herzogtum Sachsen-Lauenburg auf der einen und der Stadt Lübeck sowie den Mecklenburgischen Fürstentümern auf der anderen Seite endete 1291 mit einem Friedensvertrag, der den lauenburgischen Adel, also auch Hermann Ribe, zum Abriss ihrer Burgen verpflichtete. Da die Ritter das Holz der Burgen behalten durften, sind die betroffenen Burgen, darunter auch Wehningen, kurz darauf wieder aufgebaut worden. 1306/07 fiel die Burg an die Herzöge von Sachsen-Lauenburg. Sie wurde 1354 zerstört und anschließend wieder aufgebaut. 1361 ist aus diesem Grund von einer „neuen Burg“ die Rede.  1383 werden Heinrich und Dietrich von Dannenberg und Jürgen von Hitzacker von den Herzögen von Sachsen-Lauenburg mit der Burg belehnt. 1389 wurde die Burg aufgrund erneuter, von ihr ausgehender Raubzüge durch die Stadt Lübeck mit Hilfe des Grafen zu Holstein zerstört.
Im 15. Jahrhundert gelangte die Burg nach und nach an die Familie von Bülow. 1478 wird in einem Erbteilungsvertrag der Bülow festgelegt, dass Ziegel gebrannt werden sollen, um Schloss Wehningen neu aufzubauen. Um 1600 ist die Burg durch ein Wasserschloss ersetzt worden. 1661 wurde ein Wirtschaftsflügel angebaut. 1764 verkauften die Bülow die Burg wieder an die von Dannenberg, diese wiederum 1797 zurück an die von Bülow. Der Ausbau der Deiche hatte offenbar schwankende Grundwasserstände zufolge, welche mit der Zeit die Pfahlgründungen Burggebäude angriffen. Um 1800 musste deshalb der Wirtschaftsflügel wieder abgerissen werden. 1842 war das Schloss vollständig unbewohnbar, die Familie von Bülow verkaufte es deshalb an die Familie von Bernstorff. Diese ersetzten es 1888 durch einen Neubau. 1979/80 wurde das Schloss aus Gründen der Grenzsicherung durch Grenztruppen der DDR abgerissen. Das schmiedeeiserne Tor war schon 1961 in die Bundesrepublik geschmuggelt und im Gut Jasebeck der Familie von Bernstorff verbaut worden.

## Lage
Die Burg Wehningen liegt am Rande einer alten Elbschleife außerhalb des eigentlichen Elbuferwalls auf relativ hoch gelegenen Gelände. Erkennbar ist der Burgplatz heute als ovales Plateau von ca. 110 × 120 m Größe, das von einem Wassergraben umgeben ist. An der Ostseite sind noch Reste eines innenliegenden Walles von 10 m Breite und max. 2,5 m Höhe erkennbar. Im Südwesten befindet sich ein möglicherweise eine Vorburg. Die ursprüngliche, 1291 errichtete Burg war aus Holz gefertigt. Weiteres ist zur Gestalt der mittelalterlichen Anlagen nicht bekannt.
Das alte Wasserschloss ist auf der Kurhannoverschen Landesaufnahme als dreiflügeliges, nach Südwesten offenes Gebäude eingezeichnet. Der Schlossneubau von 1888 war zweiflügelig und ebenfalls nach Südwesten offen. Von dieser Anlage sind noch ein Torbogen und ein Fundamentrest aus Beton vorhanden. Der heutige Deich um die Burganlage ist wohl erst im 19. Jahrhundert angelegt worden. Der zum Schloss gehörige Gutshof liegt binnendeichs nördlich des Burgareals.